# Gerhard Burkhardt (Literaturwissenschaftler)
Gerhard Burkhardt (* 29. Juni 1920; † 28. April 2004) war ein deutscher Literaturwissenschaftler.

## Leben
Nach der Promotion zum Dr. phil. 1956 an der Universität Hamburg war er dort von 1970 bis 1978 wissenschaftlicher Rat für Deutsche Literaturwissenschaft und von 1979 bis zu seiner Emeritierung 1982 Professor.

## Schriften (Auswahl)
- Ludolf Wienbarg als Ästhetiker und Kritiker. Seine Entwicklung und seine geistesgeschichtliche Stellung. Dissertation 1956, OCLC 257052034.
- mit Heinz Nicolai: Klopstock-Bibliographie (= Klopstock, Friedrich Gottlieb: Werke und Briefe, Abteilung Addenda. Band 1). De Gruyter, Berlin/New York 1975, ISBN 3-11-004896-5.